# フアイア
フアイア（Huaier）はエンジュ（槐）の老木に発生するキノコのうち、学名：Trametes robiniophila murrという種類のもの、およびその成分を抽出したエキス。
キノコとしてのフアイアは中国の古書にも生薬として登場する。1980年代に上海癌病院（現復旦大学附属腫瘍病院）に入院していた原発性肝臓癌の患者を完治させたことから、中国政府は産官学の連携にて新薬を開発。1992年に進行性肝癌の治療薬として承認された（薬登録番号Z-20000109）。槐の老木にしか寄生しないキノコであるため、大量消費に向かず、菌糸体を増殖させ、培養して、エキス化したものが成分材料としてのフアイアである。

## 医学的研究
2018年、英文誌「GUT」に掲載。
当初、二重盲検臨床研究で登録されたが、のちにランダム化臨床研究となっている。
概要は、39施設での根治手術後の肝臓癌1,044例に対して、フアイア（60g/日）投与群686例、未投与群316例を比較。再発なし生存を第一の評価項目に、生存率を第二の評価項目にして解析。96週後までの無再発率はフアイア投与群で62.39%、一方未投与群では49.05%となり有意差を認めた。また、96週後の生存率はフアイア投与群で95.19%、未投与群で91.46%と有意差を認めた。96週までの肝臓外での腫瘍再発率は、フアイア投与群で8.60%、未投与群で13.61%であった。主な副作用は下痢で服用群が未投与群に比べて3.1%多かった。
その他、多数の臨床研究が進行中である。

## 日本での取り扱い
キノコとしてのフアイアは日本では自生せず、栽培もできない。中国の工場で菌糸体から製造されるフアイア製品は食品として輸入され、漢方薬や生薬という扱いではない。